# 쿠르트 슈마허
쿠르트 슈마허(독일어: Kurt Schumacher, 1895년 10월 13일~1952년 8월 20일)은 독일의 정치인이다. 제2차 세계 대전이 끝난 뒤 독일 사회민주당을 재건한 후 당 의장·의원으로 활동했다. 서독의 초대 총선에서 독일 기독교민주연합의 콘라트 아데나워에게 근소한 차이로 패배해 총리로 선출되지 못했다. 이후 야당 대표로 활동해 아데나워가 내세우는 서방에의 통합정책, 유럽 방위공동체 구상 등의 정책에 번번이 반발하였고, 마찰을 자주 겪어 아데나워의 정치적 호적수로 활약하였다.

## 생애

### 생애 초기

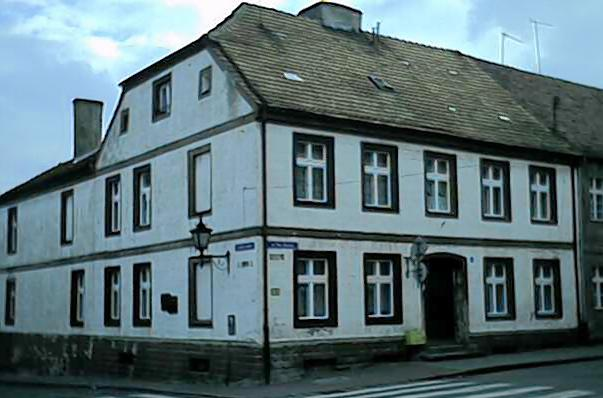
슈마허의 생가.

1895년 10월 13일 서프로이센 지방의 쿨름(Kulm, 오늘날 폴란드의 헤움노)에서 사업가의 아들로 태어났다. 그는 학창시절 우수한 학생이었지만, 1914년 제1차 세계대전이 발발하자 학업을 그만두고 군에 입대하게 된다. 그 해 12월, 동부전선에서 전투 중 중상을 입어 오른팔을 절단해버렸다. 12월에 제대했다.
전역 후 그는 이듬해 1915년 베를린으로 가서 학업에 열중한다. 1915년~1919년까지 베를린 대학교를 다녀 법학과와 정치학을 전공했다. 베를린에서 공부하는동안 그는 사회주의 사상을 접하게 되면서 사회주의자가 되었다.

### 정치활동

#### 사민당(SPD) 입당과 정치활동

##### 사회민주주의
1918년 11월 무렵에 현역 군인들, 노동자와 전역 군인들등 시위를 일으켜 독일 제국이 붕괴되었을 때, 그는 독일 사민당(SPD)에 입당하여 베를린과 뷔르템베르크에서 활동한다. 그는 사회민주주의 곧 의회민주주의를 통한 사회주의 실천을 주창하였고, 독일 공산당에 대해서는 '공산당은 파괴주의자이므로 어떤 수단을 써서든 저지해야 한다'며 비난했다. 1920년에는 사민당(SPD) 당 기관지 《Schwäbische Tagwacht》 논설위원으로 슈투트가르트에서 활동한다. 이어 1923년 뷔르템베르크 주의회 의원 선거에 출마하여 당선, 1924년~1928년까지 주의회 의원으로 지낸다.

##### 나치에 대한 저항
그는 집권 여당인 독일 사민당(SPD)이 공화국을 지속적이고 효과적으로 보호하지 못하면 극우나 극좌가 독일 민주주의를 파멸시킬 수 있다는 점을 크게 우려했다. 뷔르템베르크 주의회 의원 재직때이던 1926년에 '1890년대의 SPD가 국가권력에 대해 어떤 태도를 취했는가?'에 관한 논문을 완성했다. 이 논문을 통해 그는 사민당의 핵심간부로 떠오르게 된다. 1929년 무렵 나치스 정당이 급부상해져가자, 슈마허는 법정에서 나치스 정당을 격렬히 비난했는데 이뿐만 아니라 '거리에서 그들과 싸워야한다.'고 발언, 나치스 돌격대에 대항 조직을 결성해야 한다고 역설했다.

##### 사회민주당 지구당 위원장
1930년~1933년 제국의회 국회의원으로 선출되어 활동한다. 1932년 8월에 그는 뷔르템베르크의 SPD 지구당 위원장으로 임명되는데, 이는 38세 나이로 당시 최연소 지구당 위원장이 된 것이다. 1932년 8월부터 그 이듬해 1933년 나치스가 집권하여 사민당이 불법화되어 정당활동이 금지될 때까지 제국의회 의원 생활을 지냈다.

#### 나치스 집권 치하
그는 바이마르 공화국의 제국의회 위원 시절 1930년~1933년 나치스 정당을 공개적으로 비판하는 발언들을 많이했었다. 이 때문에 아돌프 히틀러가 집권하자 1933년 그는 국회의원직에서 반강제로 쫓겨나버렸고, 그의 소속 정당 독일 사회민주당(SPD)는 불법화되어 정치탄압을 받게된다. 그는 히틀러의 지배가 오래 갈 것으로 믿지 않았기 때문에, 해외망명을 거절하고 1933년~1945년까지 12년간 나치스 지배기간 중 뮌헨 외곽의 '다하우 강제 수용소'에서 8년을 포함해 10년을 감옥에서 보냈다.
그는 기아와 질병과 모진 고문을 겪으면서도 '독재자보다 오래 살아 남아 정권을 잡고 새로운 도이치를 건설하겠다.'는 일념으로 버티어 내면서 수용소 생활을 지냈다.
나치 당국은 1943년 3월 그가 거의 죽어가고 있어 해를 끼칠 수 없다고 믿고 다하우 수용소에서 석방했다. 그는 하노버에서 살도록 지시받았는데, 그곳에서 그는 다른 사회민주주의자들과 동조자들을 규합하여 히틀러 이후의 미래를 계획하면서 요양생활을 지냈다.

#### SPD 재건과 연합군 점령 통치기 활동

##### 사회민주당 재건 준비
제2차 세계대전 종전 후 슈마허는 아돌프 히틀러가 집권한 이후 12년동안 정치 활동이 금지된 독일 사회민주당(SPD)정당을 재건하고자 하노버에서 1945년 5월에 독일 사민당(SPD) 재건본부를 세우고 서방점령지구 전역에서 옛 당원들을 끌어모았다. 영국 군정청과 미국 군정청이 그해 연말 SPD 정당 재건 및 활동을 허가했다. 독일 사민당(SPD)는 종래 바이마르 공화국 시절부터 지녔던 약한 지도부와 지방 분권적 당 조직과는 대조적으로, 재건된 사회민주당은 슈마허에게 무조건적인 복종과 충성을 보였다.

##### 연합군 점령정책에 대한 비판
슈마허는 독일 민족주의자임과 동시에 사회주의자였다.
이어 점령국의 통치 정책을 날카롭게 비판하면서, 독일이 더 많은 자결권을 행사해야 한다고 주장했다. 또한 그는 헌법인 기본법 제정 과정에서도 사민당 소속 위원들에게 독일의 권익이 충분히 보장되지 않으면 기본법을 거부하라고 했다. 이와 같은 슈마허의 지나친 주장으로 제2차 세계대전 승전국인 서방 연합군이나 소련군은 그를 매우 싫어했다. 소련은 그가 반공주의자란 이유로, 프랑스는 그가 너무 오만하고 지나치게 독일적이란 이유로, 미국이나 기민당(CDU)등 보수주의 일각에서는 그가 '사회주의자'란 이유로 꺼려했다. 이런 가운데에도 영국의 노동당 정권 수상 애틀리는 다소 그를 옹호했다. 슈마허의 동료 에른스트 로이터는 슈마허의 다른 좋은 면을 부각시켜 그에 대한 서방 연합국이 우려를 다소 완화시켰다.

##### 공산주의와 스탈린주의에 대한 저항
슈마허는 소련 점령 지역의 레닌주의자들과 스탈린주의자들이 서방 연합국 점령 지역으로 세력을 확장하려는 시도를 저지하는데 크게 일조했었다. 그는 특히 공산당에 대해서는 철저히 반대를 했었는데, 왜냐하면 1932년 공산당이 나치스에 동조하여 수도 베를린에서 교통 파업을 일으켰으며, 1933년 히틀러가 정권을 장악한 데는 공산당의 책임이 크다고 생각했기 때문이다.

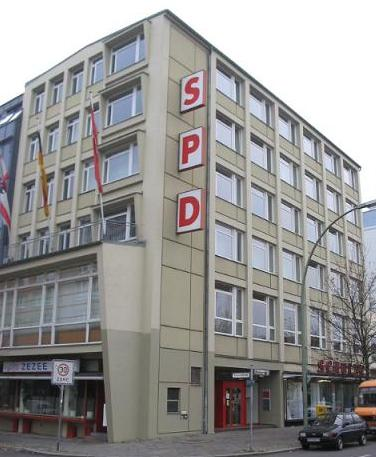
베를린, '베를린-베딩'구 지역에 위치한 SPD당 건물. 슈마허가 한때 거주했던 곳이었다.

##### 동독지역에서의 독일 사회주의 통일당 창당
소련 점령 지역(동독지역)에서는 옛 사민당 좌파인 오토 그로테볼이 1946년 4월 22일에 공산주의자들과 함께 독일 사회주의 통일당(SED)를 창당했다. 이어 그로테볼은 서베를린의 옛 사민당 인사들에게 접근하며 세력을 확장하려고 했다. 그러나 슈마허는 사회주의자들과 공산주의자들이 서베를린이나 서독 지역으로 세력을 확장하는 것을 막기위해 전력을 다했다. 그는 서베를린으로 직접 건너가 '절대로 공산주의자들에게 동조하지 말라'며, '진정한 사회민주주의 정당을 창당하자.'고 사회주의자들을 강력히 설득했다. 이에 따라 서베를린 사회주의자들은 슈마허의 의견에 따라 독일 사회주의 통일당(SED)에 가입하지 않고 독일 사회민주당(SPD)에 참여했다. 사민당은 독일 사회주의 통일당이 창당된 지 한 달 후인 1946년 5월 9일 하노버에서 전당 대회를 개최하여 슈마허를 대표로 선출했다.

##### 사회주의 정책 주장 및 보수주의에 대한 논박
이어 슈마허는 총선 유세에서 유럽의 재건을 위한 미국의 마샬 계획을 "미 제국주의에 불과하다."라며 맹렬히 비난했다. 그는 또한 중공업을 국유화하고 계획 경제를 채택해야 한다고 주장했다. 슈마허는 선거 유세에서 가톨릭 단체를 비롯한 기민당(CDU)등 보수주의 세력들을 "점령 4국에 이은 '제5의 점령단체'"라고 논박했는데, 그의 보수주의 논박은 콘라트 아데나워의 기민당을 도와주는 결과가 되고 말았다. 슈마허의 사민당의 급진적인 정책과 이러한 선거 유세가 오히려 서독 지역 사람들을 불안하게 한 것이다. 결국 1949년 8월 14일 총선에서 기민당이 31%, 독일 사회민주당은 29.2%, 자유민주당은 11.9%의 지지를 얻어 기독교 민주연합이 여당으로 자리잡게 된다.

#### 독일연방공화국 정치활동

##### 대선 출마
1949년 9월 7일 연방 하원(Der Bundestag)과 연방 상원(Der Bundesrat)이 구성되는 첫 회의가 열리고, 이어 9월 12일에는 연방 대통령 선출이 있었다. 여기서 슈마허는 초대 연방 대통령 선거에 출마했으나 자유민주당(FDP) 대표 테오도르 호이스와의 접전 끝에 패배하여 낙선했다.

##### 독일 연방의회 참여
이후 독일 연방의회 야당 대표로 정치활동을 하게 된다. 1949년 아데나워는 연합국과 페테르베르크 협약을 맺어 협약에 따라 군수품을 생산 하던 공장철거 작업을 중단하고, 연합국과 함께 루르를 관할하기로 결정되었다. 그러나, 당시 의회에서는 이 협약을 놓고 격론이 벌어졌는데 슈마허는 콘라트 아데나워를 가리켜 '서독의 수상'이 아니라 '연합국의 수상'이라면서 맹렬히 비난했다. 이 같은 발언때문에 슈마허는 20여일동안 의회에 출석할 수 없는 제재조치를 받게된다.

#### 슈만플랜 논박
슈마허가 이끄는 독일 사회민주당은 '연합국에게 더이상의 양보는 하지 말아야 하며, 주권 국가로서의 권리를 요구해야한다'고 주장했다. 1950년대 초 서독 수상 아데나워는 프랑스, 베네룩스 3국, 이탈리아와 서독이 함께 유럽석탄철강공동체(ECSC)를만들자는 프랑스 외무장관 로베르 쉬망의 제안을 받아들였다. (이를 '쉬망 플랜'이라고 부른다.) 당시 아데나워는 유럽 국가들과의 결속을 통해 공동체 안으로 들어가는 것만이 동등한 파트너로 대접받을 수 있는 길이라 생각했기 때문이었다. 그러나, 야당대표인 슈마허는 "'쉬망 플랜'은 독일산업을 손에 넣을려는 프랑스 자본가들의 음모'라 비난하면서 아데나워가 표방하는 통합정책에 반발했다.

#### 재무장 반대
이어 서독은 국방문제에 대해 '유럽방위 공동체 구상'등을 고려하여 재무장할 것을 주장했는데, 슈마허는 재무장에 대해 반대의사를 나타냈다. 그는 '재무장을 하게 되면 독일통일은 사실상 불가능하다.'고 강조하였고, '독일의 국방문제는 NATO에 맡겨야 한다.'고 주장했다. 이처럼 그는 서독 정권 초기 야당대표로 수상 아데나워의 정책들을 견제하는 라이벌로 활동했었다.

## 죽음과 사후

#### 별세

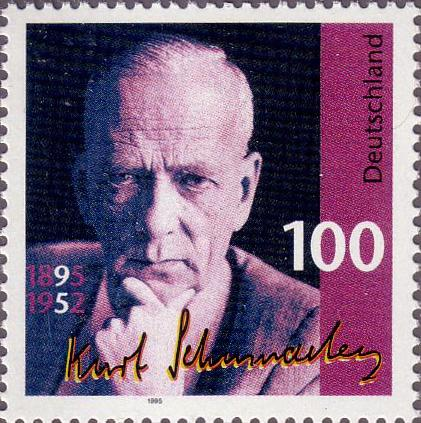
쿠르트 슈마허. 그의 탄생 100주년 기념으로 1995년 제작된 우표다.

1952년 8월 20일 병사했다. 그의 죽음은 서독사람 모두가 그의 죽음을 애도했다고 한다. 그를 지지했던 사회민주주의자뿐만 아니라 많은 사람들이 그를 '독일의 국익을 위해 헌신한 국민적 인물'로 생각하고, '그의 죽음으로 한 시대가 막을 내렸다.'고 간주했다고 한다. 슈마허는 죽기전 자신의 신병이 중태임을 알게 되었을 때 '자신을 하노버에 묻어달라'고 부탁한 바 있었다. 이에 따라 독일 사민당(SPD)에서는 장례식은 수도 본에서 치렀고, 그의 관을 하노버로 옮기게 되었는데, 장래 행렬이 본에서 하노버까지의 고속도로를 가득 메웠다고 한다. 그의 묘는 오늘날 하노버에 있다.

#### 평화주의
그가 죽은 후 독일 사민당(SPD) 내에서 빌리 브란트, 헬무트 슈미트와 같은 중립주의자와 평화주의자들이 급부상하게 되면서, 이후 동구권과 소련과의 평화협상 및 정책을 통한 냉전 극복 곧 동방정책을 그 어느때보다 강력히 추구하게 된다.

## 평가와 비판

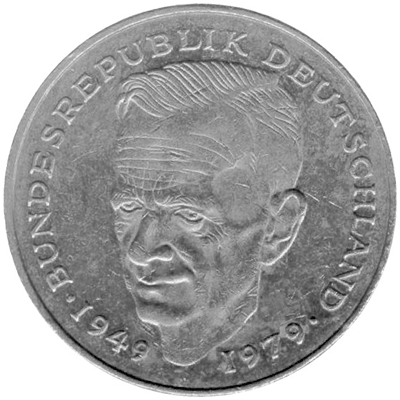
1979년에 만들어진 2마르크 동전에 슈마허의 얼굴이 그려져 있다.

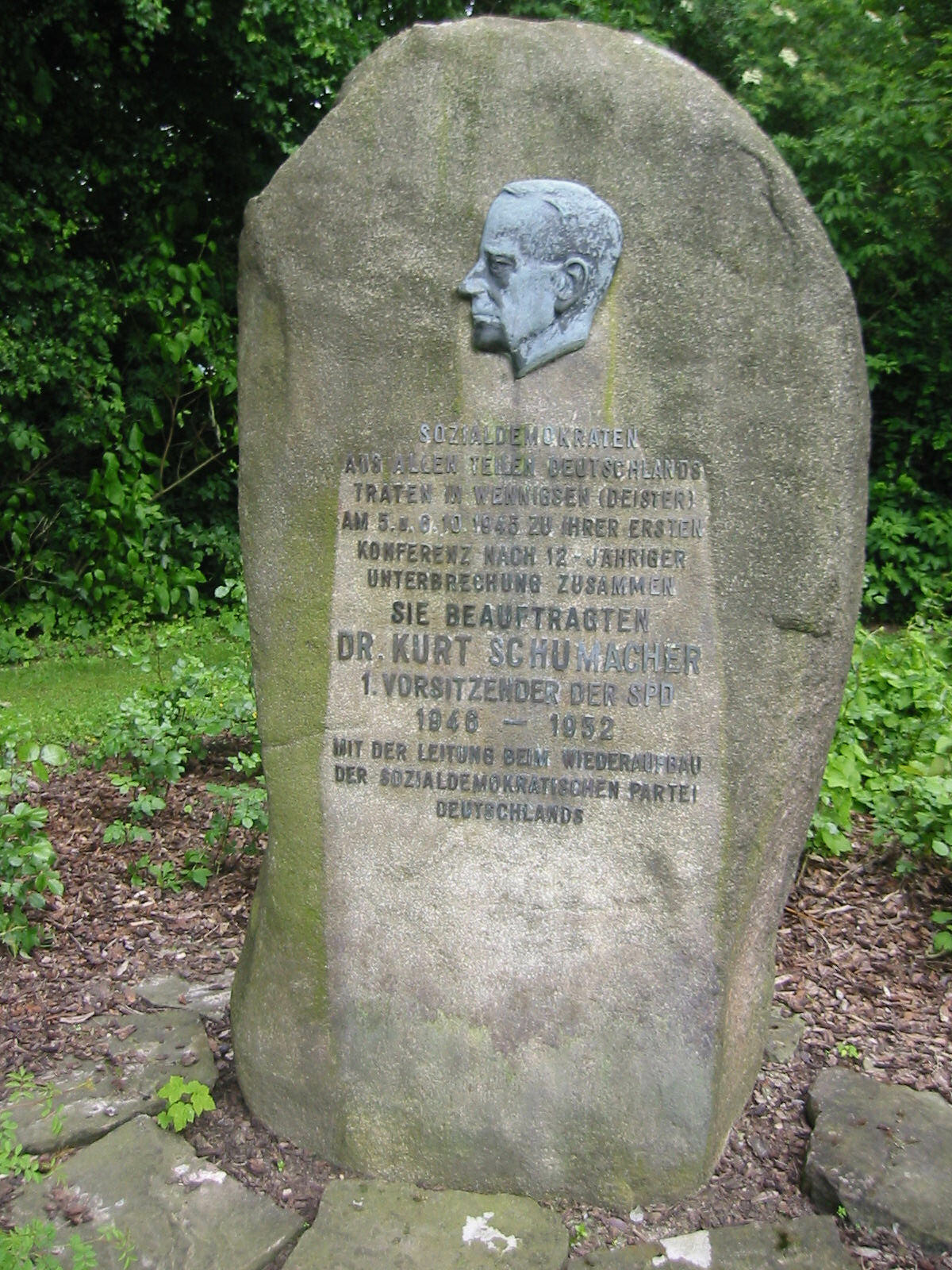
하노버에 있는 그의 묘비.

쿠르트 슈마허는 제2차 세계대전 전후 1945년~1946년 사이 독일 정치 지도자하면 모두가 인정했을 정도로 국민들의 지지와 기대가 컸던 대중적인 지도자였으며 철저한 반공주의자이자 진보적 민족주의자이다. 그러나, 한편으로는 그의 이러한 급진적 민족주의 노선은 소련과 서방연합국 양쪽 세력으로부터 비난을 받았고, 냉전 시기를 고려하지 못하고 비현실적인 정책 등을 내세워 실패한 정치인이라는 비판적인 측면이 있다.

## 정치노선
제2차 세계대전 후 슈마허는 공산당의 권력 장악을 위한 합당에 동조하지 않은 대표적인 사회민주주의(중도좌파) 정치인으로, 자본주의 체제의 모순적인 면을 극복하기 위해 사회주의 제도를 어느정도 도입하되 스탈린주의 노선에는 상당히 혐오했었다. 때문에 1947년 미국-소련 양국가 간의 냉전체제가 심화될 무렵에 국제공산주의자 기구인 코민포름은 쿠르트 슈마허를 비롯한 사회민주주의 정치노선에 대해 '주적 제1호'로 거명하며 맹렬히 비난을 가했었다. 반면에 기독교민주연합(CDU)등 보수세력 일각에서도 그를 '사회주의자'로 몰아 배척하기도 했었다.

## 참고

### 문헌
- 데니스 L. 바크 (2004년). 《도이치 현대사 1: 새 나라 세우기》. 서울: 비봉출판사. ISBN 978-89-3760-326-6.
- 손선홍 (2005년). 《분단과 통일의 독일 현대사》. 서울: 소나무. ISBN 978-89-7139-545-5.
- 마틴 키친 (2001년). 《사진과 그림으로 보는 케임브리지 독일사》. 서울: 시공사. ISBN 978-89-527-1647-7.

## 같이 보기
- 독일 사민당
- 콘라트 아데나워
- 울브리히트
- 테오도르 호이스
- 빌리 브란트

## 역대 선거 결과
| 선거명      | 직책명        | 대수 | 정당            | 1차 득표율 | 1차 득표수 | 2차 득표율 | 2차 득표수 | 결과 | 당락 |
| ----------- | ------------- | ---- | --------------- | ---------- | ---------- | ---------- | ---------- | ---- | ---- |
| 1949년 선거 | 독일의 대통령 | 1대  | 독일 사회민주당 | 38.7%      | 311표      | 38.8%      | 312표      | 2위  | 낙선 |